# Larrelter Mühle
Die Larrelter Mühle (Kost Winning) ist eine zweistöckige Holländerwindmühle mit Galerie, Segelflügeln und Windrose im Stadtteil Larrelt von Emden (Ostfriesland) in Niedersachsen. Die Mühle am Mühlenhörn trägt den Namen „Kost Winning“ (niederländisch; „Lebensunterhalt“, „Broterwerb“), wurde 1732  gebaut und ist eine der ältesten erhaltenen Mühlen ihrer Art in Deutschland. Sie ist vom Erdboden bis zur Kappe 19,20 Meter hoch (ohne Flügel).

## Geschichte
Die Mühle wurde 1732 gebaut. Anfangs war sie ein Jalousieflügler, wurde aber später aus finanziellen Gründen vom Müller zum Segelflügler umgerüstet. Schon damals hatte die Mühle eine Windrose und war damit ihrer Zeit voraus.
Drei Jahre nach der Fertigstellung kam es zu einem Konflikt mit den Müllern umliegender Dörfer, weil Müller Weyen zu Larrelt Getreide von Dorfschiffern am Larrelter Tief mitbringen ließ und mahlte. Die Müller aus Groothusen, Hamswehrum, Upleward, Campen Rysum und Loquard beschwerten sich am 9. November 1735 bei der Regierung in Aurich; unterschrieben hatte die Beschwerde der Erbpachtmüller Menke Harms aus Groothusen. Die Müller setzten sich durch. Die Regierung verhängte am 24. Februar 1736 ein Verbot; der Müller durfte nur noch für Larrelt, Twixlum, Wybelsum und Logumer Vorwerk mahlen. Auch die Müllerwitwe Greetje Coorts verstieß gegen die Anordnung, sie musste 1787 zehn Reichstaler Strafe zahlen. Sanktioniert wurde ebenso der Müller Jan Harms, an den sie die Mühle verpachtet hatte.
1804 gehörte die Mühle dem Müller Willem Cordes Mülder, der sie seinen Kindern hinterließ. 1831 ging sie an die Kaufleute Cremer und Focken aus Leer. 1845 wurde sie versteigert. Der Vater des letzten Müllers Geriet Dupree ließ 1905 einen Sauggasmotor einbauen. Bis 1948 wurde mit Wind gemahlen. 1974 wechselte die Mühle erneut den Besitz, der Käufer war Horst Voigt. Das Mahlen wurde eingestellt.
1978 ging die Mühle in den Besitz der Stadt Emden über. Die Mühle war im Laufe der Zeit verfallen, 1990 bereitete die Stadt die ersten Schritte für den Abriss vor. Bürger begannen jedoch damit, die Mühle zu restaurieren. Als die Stadt bereit war zum Abriss, stand die Mühle bereits zur Hälfte wieder. Von da an unterstützte die Stadt die Mühle finanziell. Die letzten Teile wurden 1992 angebracht. 1996 wurde die Mühle saniert mit wiederaufgebautem Mahlgang. Sie erhielt neue Flügel und eine neue Windrose.
Ende 2014 erhielt die Mühle ein neues Paar Flügel, die mit Spenden finanziert wurden. Die neuen Stahlflügel sind leichter, robuster und durch heutige Kenntnisse besser geformt worden als die alten, die ein Jahr zuvor wegen Fäulnisschäden vor einem Sturm abgenommen werden mussten.
Bei einem Sturm Anfang 2015 verlor die Mühle ihre Windrose, einer der kleinen Paddel der Windrose fiel herunter und riss andere Paddel mit. Die Paddel wurden einen Tag darauf in Auftrag gegeben.

## In der Mühle zu besichtigen
- Gesamte funktionierende Mühlentechnik
- Sechskantsichter (Siebmaschine für Mehl)
- Aspirateur (Siebmaschine für Getreide)
- Verschiedene Getreidesorten
- Alte Handwerksgegenstände
- Sieben verschiedene Mühlentypen (Modelle)
- Vorführmodelle: Bremstechnik, Mahlgang
- Funktionstüchtiger Mahlgang

## Windrose
Die Windrose, die die Kappe mit Flügel in den Wind dreht, liegt im 90°-Winkel zu dem Flügelkreuz auf der Rückseite der Kappe. Wenn die Kappe Seitenwind hat, bekommt die Windrose Gegenwind und fängt an sich zu drehen. Die Kappe ist auf einem Stahlring gelagert, der mit der Windrose über Zahnräder verbunden ist. Stehen die Flügel wieder im Wind, steht die Windrose Windschatten und hört auf sich zu drehen. Das Ergebnis: Die Kappe mit dem Flügelkreuz steht wieder im Wind. Dasselbe Prinzip gibt es beim Vorgänger, dem Mühlensteert, der von Kappe bis auf die Galerie ragt; dort wird mit einem Rad die Kappe per Hand in den Wind gedreht.

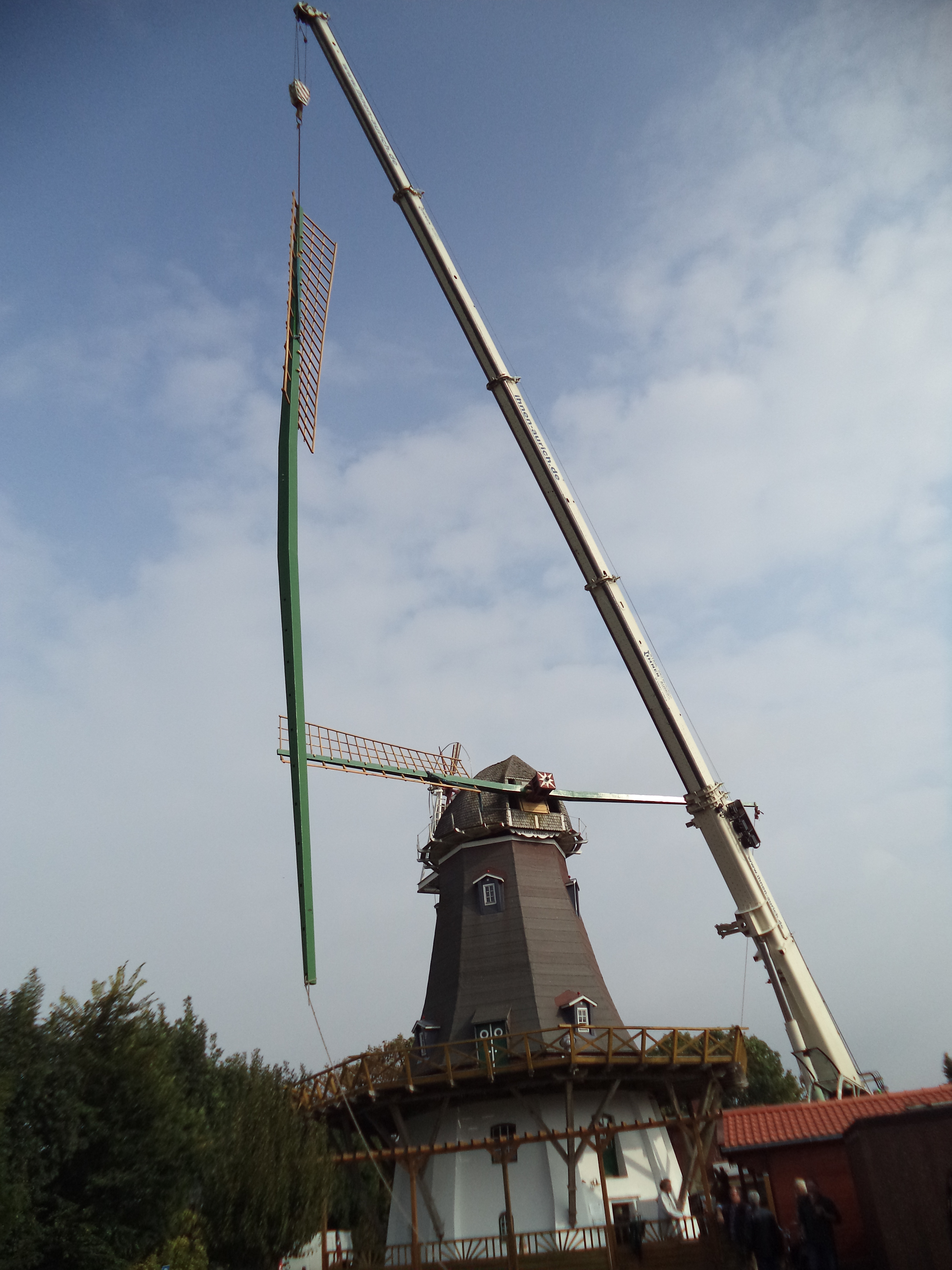
Montage der neuen Flügel (September 2014), ein Kran hebt hier den zweiten Flügel an.
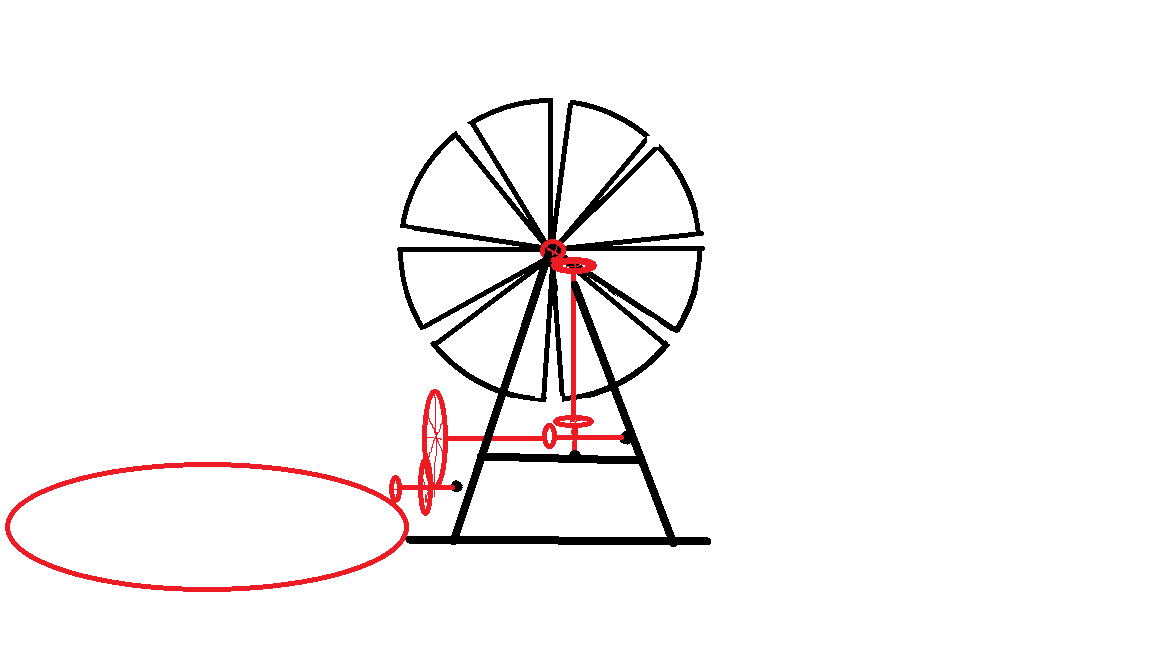
Funktion der Windrose

## Jalousie- bzw. Segelflügler
Mit einer Windmühle kann bei Windstille oder schwachem Wind nicht gemahlen werden. Auf die Flügel wurde früher Segeltücher gespannt (Segelflügler). Später wurden die Flügel in kleine Segmente aufgeteilt, wie bei einer Jalousie im Fenster. Über eine Kette lassen sich diese Segmente auf- und zuklappen (Jalousieflügler).

## Nutzung

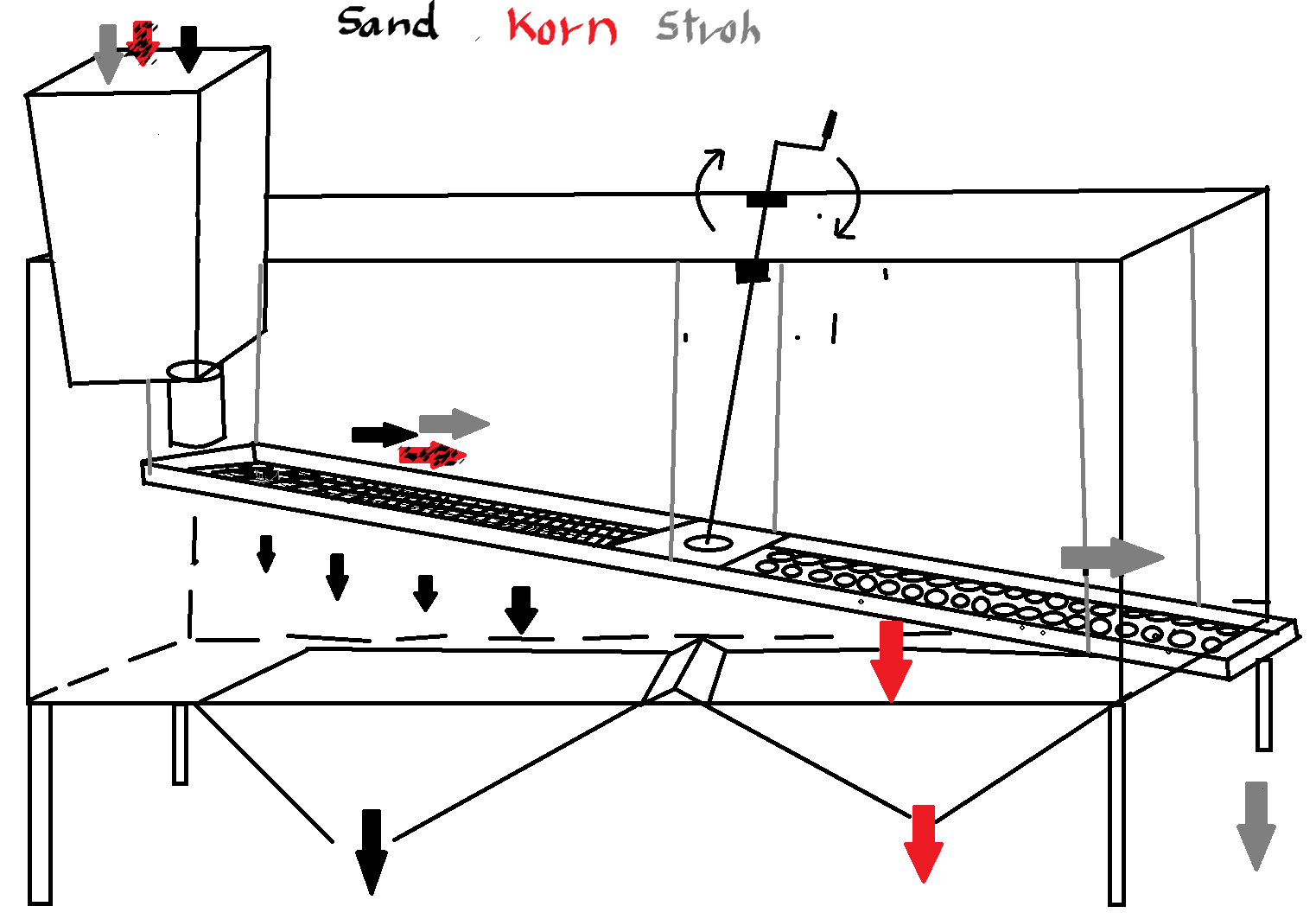
Siebmaschine für Getreide

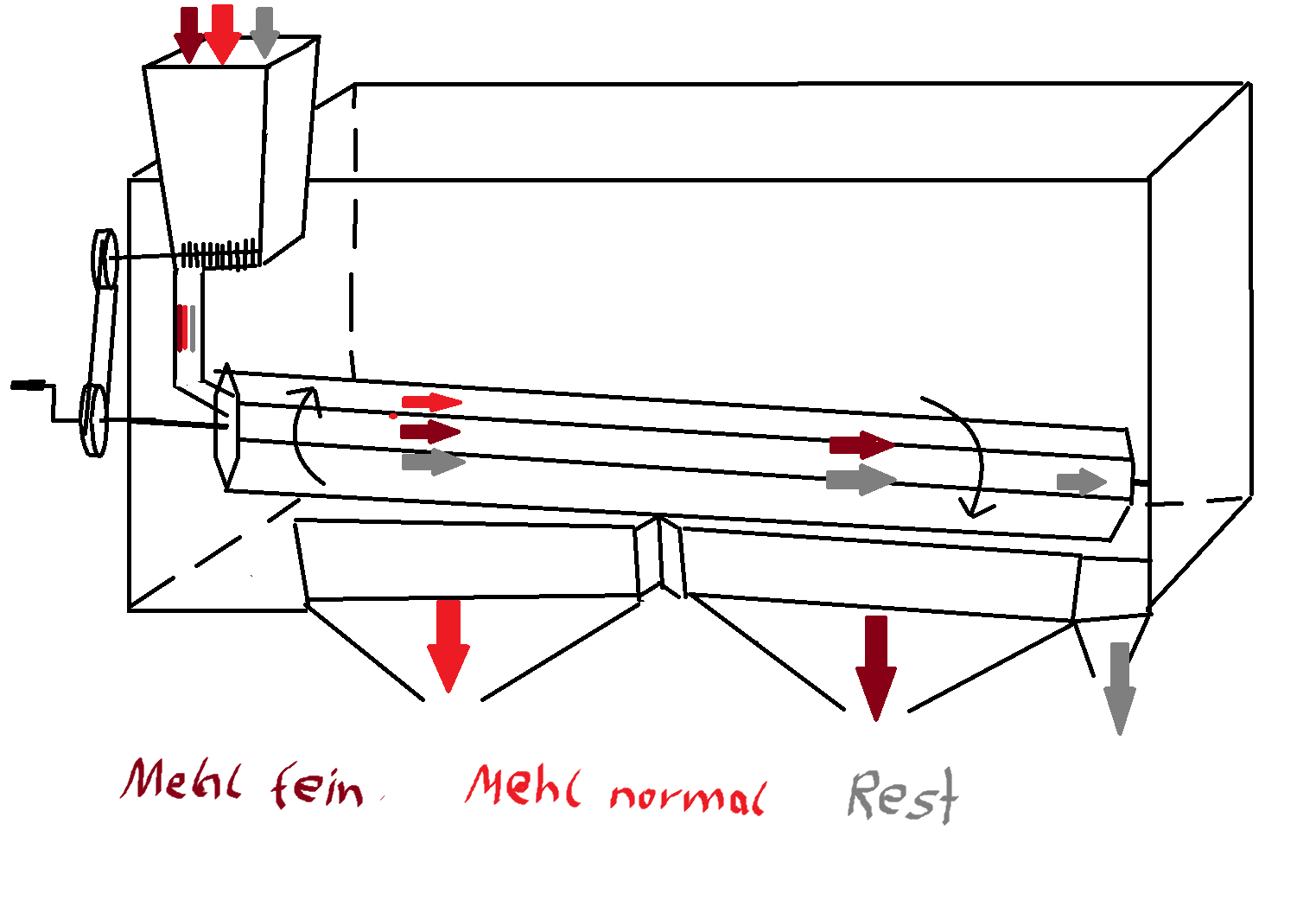
Sichter (Siebmaschine)

Die Mühle ist im Besitz der Stadt Emden. Der Larrelter Dorfverein e.V. (Mühlenverein) hat es sich zum Ziel gesetzt, die Mühle zu erhalten und widmet sich daher seit 1992 der Instandhaltung. Der funktionstüchtige Mahlgang wird an den Teesonntagen, die am Deutschen Mühlentag beginnen, regelmäßig in Betrieb gesetzt. An diesen Tagen werden Führungen mit Demonstration  angeboten.
Zusätzlich wurden historische Müllermaschinen nachgerüstet, ein Sichter zum sieben von Mehl, und ein Aspierateur der vor der Vermahlung das Korn von Verunreinigungen befreit.